# Adonis (epos)

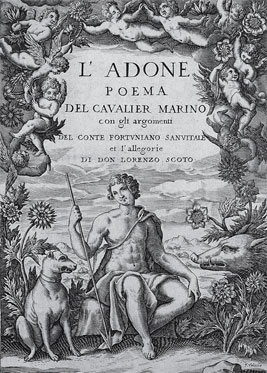
Strona tytułowa Adonisa Giambattisty Marina

Adonis (wł. L'Adone) – obszerny poemat epicki włoskiego barokowego poety Giambattisty Marina.

## Charakterystyka ogólna
L’Adone jest jednym z najobszerniejszych dzieł literatury europejskiej i najprawdopodobniej najdłuższym eposem, jaki kiedykolwiek napisano po włosku. Składa się z dwudziestu pieśni. Liczy ogółem ponad pięć tysięcy strof i około czterdziestu pięciu tysięcy wersów. Poemat został wydany w 1623 roku w Paryżu, w którym autor przebywał pod opieką króla Ludwika XIII.

## Forma
Swój poemat Marino napisał oktawą (wł. ottava rima), czyli strof ośmiowersową, pisaną jedenastozgłoskowcem (wł. endecasillabo), rymowaną abababcc. W czasach Marina strofa ta miała dwustupięćdziesięcioletnią, bogatą tradycję. Przed Marinem oktawą posługiwali się między innymi Giovanni Boccaccio, Luigi Pulci, Matteo Maria Boiardo, Angelo Poliziano, Ludovico Ariosto, Torquato Tasso.
Giunto a quel passo il giovinetto Alcide,
che fa capo al camin di nostra vita,
trovò dubbio e sospeso infra due guide
una via, che’ due strade era partita.
Facile e piana la sinistra ei vide,
di delizie e piacer tutta fiorita;
l’altra vestìa l’ispide balze alpine
di duri sassi e di pungenti spine.

## Treść
Epos Marina – podobnie zresztą jak poemat Williama Szekspira Wenus i Adonis – opowiada o miłości bogini Wenus i pięknego młodzieńca, księcia Adonisa na Cyprze. Autor oparł się na relacji rzymskiego klasyka Owidiusza, a konkretnie na epizodzie z jego dzieła Metamorfozy (albo Przemiany). Marino rozbudował historię, zawartą przez łacińskiego poetę w około stu linijkach, do rozmiarów eposu. Romans śmiertelnika z boginią kończy się tragicznie. Zazdrosny o małżonkę Mars zamienia Adonisa w papugę, a gdy ten powraca, odzyskawszy ludzką postać, ginie w starciu z dzikiem. Współczesnemu czytelnikowi poemat wydaje się bardzo rozwlekły. Ostatnich sześć ksiąg opowiada o historiach podobnych do losów Adonisa, gdy ten już nie żyje.

## Przekład
Utwór Giambattisty Marina został przełożony na język polski w XVII wieku przez nieznanego z imienia tłumacza. Monografię tego przekładu przedstawił włoski uczony Luigi Marinelli.